# 1. Fußball-Club Kaiserslautern 1980-1981
Questa voce raccoglie le informazioni riguardanti il 1. Fußball-Club Kaiserslautern nelle competizioni ufficiali della stagione 1980-1981.

## Stagione
Nella stagione 1980-1981 il Kaiserslautern, allenato da Karlheinz Feldkamp, concluse il campionato di Bundesliga al 4º posto. In Coppa di Germania il Kaiserslautern perse la finale con dall'Eintracht Francoforte. In Coppa UEFA il Kaiserslautern fu eliminato al secondo turno dal Standard Liegi.

## Rosa
| N. |                     | Ruolo | Calciatore          |
| -- | ------------------- | ----- | ------------------- |
|    | Svezia (bandiera)   | P     | Ronnie Hellström    |
|    | Germania (bandiera) | P     | Armin Reichel       |
|    | Germania (bandiera) | D     | Hans-Peter Briegel  |
|    | Germania (bandiera) | D     | Michael Dusek       |
|    | Germania (bandiera) | D     | Bernd Gerber        |
|    | Germania (bandiera) | D     | Reinhard Meier      |
|    | Germania (bandiera) | D     | Hans-Günter Neues   |
|    | Germania (bandiera) | D     | Wolfgang Wolf       |
|    | Germania (bandiera) | C     | Karl-Heinz Bickert  |
|    | Germania (bandiera) | C     | Hans Bongartz       |
|    | Germania (bandiera) | C     | Norbert Buschlinger |

| N. |                     | Ruolo | Calciatore       |
| -- | ------------------- | ----- | ---------------- |
|    | Germania (bandiera) | C     | Lutz Eigendorf   |
|    | Germania (bandiera) | C     | Friedhelm Funkel |
|    | Germania (bandiera) | C     | Jörn Kaminke     |
|    | Germania (bandiera) | C     | Werner Melzer    |
|    | Germania (bandiera) | C     | Josef Pirrung    |
|    | Germania (bandiera) | C     | Johannes Riedl   |
|    | Germania (bandiera) | A     | Axel Brummer     |
|    | Germania (bandiera) | A     | Reiner Geye      |
|    | Germania (bandiera) | A     | Erhard Hofeditz  |
|    | Svezia (bandiera)   | A     | Benny Wendt      |

## Organigramma societario
Area tecnica
- Allenatore: Karlheinz Feldkamp
- Allenatore in seconda: Josef Stabel
- Preparatore dei portieri:
- Preparatori atletici:

## Calciomercato

### Sessione estiva
| Acquisti | Acquisti            | Acquisti          | Acquisti |
| R.       | Nome                | da                | Modalità |
| -------- | ------------------- | ----------------- | -------- |
| C        | Norbert Buschlinger | Kaiserslautern II |          |
| C        | Friedhelm Funkel    | Uerdingen 05      |          |
| A        | Erhard Hofeditz     | Monaco 1860       |          |

| Cessioni | Cessioni            | Cessioni             | Cessioni |
| R.       | Nome                | a                    | Modalità |
| -------- | ------------------- | -------------------- | -------- |
| A        | Bernd Dobiasch      | Offenburger          |          |
| D        | Jürgen Groh         | Amburgo              |          |
| C        | Werner Mörsdorf     | Homburg              |          |
| D        | Michael Schuhmacher | Borussia M'gladbach  |          |
| D        | Peter Schwarz       | Uerdingen 05         |          |
| P        | Josef Stabel        | Kaiserslautern II    |          |
| A        | Arno Wolf           | Alemannia Aquisgrana |          |

### Sessione invernale
| Acquisti | Acquisti | Acquisti | Acquisti |
| R.       | Nome     | da       | Modalità |
| -------- | -------- | -------- | -------- |

| Cessioni | Cessioni | Cessioni | Cessioni |
| R.       | Nome     | a        | Modalità |
| -------- | -------- | -------- | -------- |

## Risultati

### Bundesliga

#### Girone di andata
| Arbitro: | Aldinger |

|  |           |            |
|  | Marcatori | 27’ Melzer |

| Arbitro: | Assenmacher |

|               |           |  |
| Eigendorf 38’ | Marcatori |  |

| Arbitro: | Hennig |

|                                    |           |                    |
| Jakobs 52’ Hrubesch 60’ Magath 81’ | Marcatori | 86’ Dusek 88’ Geye |

| Arbitro: | Pauly |

|                      |           |                         |
| Funkel 47’, 66’, 84’ | Marcatori | 53’ Völler 69’ Scheller |

| Bochum 5 settembre 1980, ore 19:30 CEST 5ª giornata | Bochum   | 0 – 0 referto | Kaiserslautern | Ruhrstadion (20 000 spett.)\| Arbitro: \| Brückner \| |
| Arbitro:                                            | Brückner |               |                |                                                       |

| Arbitro: | Joos |

|             |           |           |
| Briegel 12’ | Marcatori | 25’ Gores |

| Arbitro: | Horeis |

|  |           |                                                        |
|  | Marcatori | 55’ Bongartz 63’ Eigendorf 84’ Wendt 88’ (rig.) Funkel |

| Arbitro: | Uhlig |

|          |           |  |
| Geye 36’ | Marcatori |  |

| Arbitro: | Messmer |

|                                         |           |            |
| Geye 12’, 86’ Riedl 20’ Funkel 63’, 76’ | Marcatori | 74’ Müller |

| Arbitro: | Stäglich |

|                                   |           |                   |
| Pezzey 46’ Lottermann 53’ Cha 56’ | Marcatori | 3’ Geye 82’ Neues |

| Arbitro: | Walz |

|                                |           |                           |
| Melzer 4’ Riedl 55’ Funkel 65’ | Marcatori | 10’ (rig.) Hannes 67’ Veh |

| Arbitro: | Tritschler |

|            |           |  |
| Zimmer 47’ | Marcatori |  |

| Arbitro: | Ahlenfelder |

|                                                |           |                            |
| Bongartz 13’ Funkel 50’ Briegel 65’ Melzer 75’ | Marcatori | 21’ Niedermayer 42’ Hoeneß |

| Arbitro: | Messmer |

|                 |           |                      |
| Votava 38’, 85’ | Marcatori | 25’ Riedl 69’ Melzer |

| Arbitro: | Brückner |

|                                  |           |  |
| Briegel 37’ (rig.) Geye 55’, 68’ | Marcatori |  |

| Arbitro: | Schmidhuber |

|  |           |                         |
|  | Marcatori | 35’ Eigendorf 50’ Wendt |

| Arbitro: | Aldinger |

|             |           |                                  |
| Briegel 70’ | Marcatori | 5’ Schock 26’ Pohl 27’ Sackewitz |

#### Girone di ritorno
| Arbitro: | Ross |

|                                        |           |           |
| Funkel 9’ Briegel 84’ (rig.) Riedl 88’ | Marcatori | 32’ Szech |

| Arbitro: | Eschweiler |

|            |           |  |
| Kelsch 59’ | Marcatori |  |

| Arbitro: | Hennig |

|                   |           |                         |
| Wolf 12’ Geye 25’ | Marcatori | 13’ Hrubesch 76’ Jakobs |

| Arbitro: | Risse |

|             |           |            |
| Năstase 81’ | Marcatori | 13’ Funkel |

| Kaiserslautern 24 marzo 1981, ore 20:00 CET 22ª giornata | Kaiserslautern | 0 – 0 referto | Bochum | Betzenbergstadion (18 329 spett.)\| Arbitro: \| Tritschler \| |
| Arbitro:                                                 | Tritschler     |               |        |                                                               |

| Arbitro: | Klauser |

|           |           |            |
| Dietz 62’ | Marcatori | 63’ Melzer |

| Arbitro: | Gabor |

|                              |           |               |
| Wendt 1’ Funkel 10’ Geye 45’ | Marcatori | 32’ Oberacher |

| Arbitro: | Uhlig |

|          |           |           |
| Groß 86’ | Marcatori | 11’ Wendt |

| Arbitro: | Aldinger |

|                 |           |                    |
| Müller 28’, 62’ | Marcatori | 43’ Geye 71’ Wendt |

| Arbitro: | Waltert |

|                                 |           |  |
| Hofeditz 78’ Briegel 85’ (rig.) | Marcatori |  |

| Arbitro: | Heitmann |

|            |           |  |
| Nickel 53’ | Marcatori |  |

| Arbitro: | Schmoock |

|                                              |           |                         |
| Funkel 15’ Kaminke 35’ Hofeditz 73’ Geye 88’ | Marcatori | 29’ Schwarz 47’ Hofmann |

| Arbitro: | Stäglich |

|                                                 |           |  |
| Niedermayer 42’ Breitner 48’ (rig.), 62’ (rig.) | Marcatori |  |

| Arbitro: | Horstmann |

|                   |           |                 |
| Funkel 57’ (rig.) | Marcatori | 30’ Burgsmüller |

| Arbitro: | Retzmann |

|  |           |                           |
|  | Marcatori | 73’ Bongartz 90’ Hofeditz |

| Arbitro: | Tritschler |

|                      |           |  |
| Wendt 7’ Brummer 85’ | Marcatori |  |

| Arbitro: | Horstmann |

|  |           |             |
|  | Marcatori | 71’ Brummer |

### Coppa di Germania
| Arbitro: | Ross |

|  |           |                           |
|  | Marcatori | 61’ Funkel 65’, 75’ Meier |

| Arbitro: | Neuner |

|          |           |                                 |
| Graf 61’ | Marcatori | 79’ Meier 82’ Bongartz 87’ Geye |

| Arbitro: | Redelfs |

|                       |           |                 |
| Briegel 26’ Neues 71’ | Marcatori | 86’ Augenthaler |

| Arbitro: | Schmoock |

|                                   |           |  |
| Hofeditz 35’ Funkel 63’ Wendt 87’ | Marcatori |  |

| Arbitro: | Clajus |

|                             |           |            |
| Bongartz 44’ Wendt 60’, 77’ | Marcatori | 18’ Wuttke |

| Arbitro: | Walz |

|                                |           |                   |
| Wendt 41’ Neues 52’ Funkel 68’ | Marcatori | 48’ Pahl 81’ Worm |

| Arbitro: | Joos |

|                                    |           |          |
| Neuberger 38’ Borchers 40’ Cha 64’ | Marcatori | 90’ Geye |

### Coppa UEFA
| Arbitro: | Christov |

|            |           |  |
| Funkel 19’ | Marcatori |  |

| Arbitro: | McGinlay |

|                              |           |                      |
| Nielsen 42’, 57’, 65’ (rig.) | Marcatori | 20’ Funkel 64’ Wendt |

| Arbitro: | Courtney |

|           |           |                          |
| Wendt 31’ | Marcatori | 45’ Wellens 66’ Plessers |

| Arbitro: | Eriksson |

|                     |           |             |
| Edström 4’ Graf 83’ | Marcatori | 10’ Briegel |

## Statistiche

### Statistiche di squadra
| Competizione      | Punti | In casa | In casa | In casa | In casa | In casa | In casa | In trasferta | In trasferta | In trasferta | In trasferta | In trasferta | In trasferta | Totale | Totale | Totale | Totale | Totale | Totale | DR  |
| Competizione      | Punti | G       | V       | N       | P       | Gf      | Gs      | G            | V            | N            | P            | Gf           | Gs           | G      | V      | N      | P      | Gf     | Gs     | DR  |
| ----------------- | ----- | ------- | ------- | ------- | ------- | ------- | ------- | ------------ | ------------ | ------------ | ------------ | ------------ | ------------ | ------ | ------ | ------ | ------ | ------ | ------ | --- |
| Bundesliga        | 44    | 17      | 12      | 4       | 1       | 39      | 18      | 17           | 5            | 6            | 6            | 21           | 19           | 34     | 17     | 10     | 7      | 60     | 37     | +23 |
| Coppa di Germania | -     | 4       | 4       | 0       | 0       | 11      | 4       | 3            | 2            | 0            | 1            | 7            | 4            | 7      | 6      | 0      | 1      | 18     | 8      | +10 |
| Coppa UEFA        | -     | 2       | 1       | 0       | 1       | 2       | 2       | 2            | 0            | 0            | 2            | 3            | 5            | 4      | 1      | 0      | 3      | 5      | 7      | -2  |
| Totale            | 44    | 23      | 17      | 4       | 2       | 52      | 24      | 22           | 7            | 6            | 9            | 31           | 28           | 45     | 24     | 10     | 11     | 83     | 52     | +31 |

### Andamento in campionato
| Giornata  | 1 | 2 | 3 | 4 | 5 | 6 | 7 | 8 | 9 | 10 | 11 | 12 | 13 | 14 | 15 | 16 | 17 | 18 | 19 | 20 | 21 | 22 | 23 | 24 | 25 | 26 | 27 | 28 | 29 | 30 | 31 | 32 | 33 | 34 |
| --------- | - | - | - | - | - | - | - | - | - | -- | -- | -- | -- | -- | -- | -- | -- | -- | -- | -- | -- | -- | -- | -- | -- | -- | -- | -- | -- | -- | -- | -- | -- | -- |
| Luogo     | T | C | T | C | T | C | T | C | C | T  | C  | T  | C  | T  | C  | T  | C  | C  | T  | C  | T  | C  | T  | C  | T  | T  | C  | T  | C  | T  | C  | T  | C  | T  |
| Risultato | V | V | P | V | N | N | V | V | V | P  | V  | P  | V  | N  | V  | V  | P  | V  | P  | N  | N  | N  | N  | V  | N  | N  | V  | P  | V  | P  | N  | V  | V  | V  |
| Posizione | 7 | 4 | 7 | 6 | 4 | 6 | 3 | 3 | 2 | 3  | 3  | 4  | 3  | 3  | 3  | 3  | 3  | 3  | 3  | 3  | 3  | 3  | 4  | 3  | 4  | 3  | 3  | 3  | 3  | 4  | 4  | 4  | 4  | 4  |

Legenda:

Luogo: C = Casa; T = Trasferta. Risultato: V = Vittoria; N = Pareggio; P = Sconfitta.

### Statistiche dei giocatori
| Giocatore      | Bundesliga | Bundesliga | Bundesliga  | Bundesliga | Coppa di Germania | Coppa di Germania | Coppa di Germania | Coppa di Germania | Coppa UEFA | Coppa UEFA | Coppa UEFA  | Coppa UEFA | Totale   | Totale | Totale      | Totale     |
| Giocatore      | Presenze   | Reti       | Ammonizioni | Espulsioni | Presenze          | Reti              | Ammonizioni       | Espulsioni        | Presenze   | Reti       | Ammonizioni | Espulsioni | Presenze | Reti   | Ammonizioni | Espulsioni |
| -------------- | ---------- | ---------- | ----------- | ---------- | ----------------- | ----------------- | ----------------- | ----------------- | ---------- | ---------- | ----------- | ---------- | -------- | ------ | ----------- | ---------- |
| K. Bickert     | 0          | 0          | 0           | 0          | 0                 | 0                 | 0                 | 0                 | 0          | 0          | 0           | 0          | 0        | 0      | 0           | 0          |
| H. Bongartz    | 33         | 3          | 2           | 0          | 6                 | 2                 | 0                 | 0                 | 4          | 0          | 0           | 0          | 43       | 5      | 2           | 0          |
| H. Briegel     | 34         | 6          | 3           | 0          | 7                 | 1                 | 0                 | 0                 | 4          | 1          | 0           | 0          | 45       | 8      | 3           | 0          |
| A. Brummer     | 14         | 2          | 0           | 0          | 0                 | 0                 | 0                 | 0                 | 2          | 0          | 0           | 0          | 16       | 2      | 0           | 0          |
| N. Buschlinger | 7          | 0          | 0           | 0          | 0                 | 0                 | 0                 | 0                 | 0          | 0          | 0           | 0          | 7        | 0      | 0           | 0          |
| M. Dusek       | 33         | 1          | 5           | 0          | 6                 | 0                 | 0                 | 0                 | 4          | 0          | 0           | 0          | 43       | 1      | 5           | 0          |
| L. Eigendorf   | 19         | 3          | 2           | 0          | 3                 | 0                 | 1                 | 0                 | 4          | 0          | 0           | 0          | 26       | 3      | 3           | 0          |
| F. Funkel      | 31         | 13         | 2           | 0          | 7                 | 3                 | 0                 | 0                 | 4          | 2          | 0           | 0          | 42       | 18     | 2           | 0          |
| B. Gerber      | 1          | 0          | 0           | 0          | 0                 | 0                 | 0                 | 0                 | 0          | 0          | 0           | 0          | 1        | 0      | 0           | 0          |
| R. Geye        | 34         | 11         | 1           | 0          | 7                 | 2                 | 0                 | 0                 | 4          | 0          | 0           | 0          | 45       | 13     | 1           | 0          |
| R. Hellström   | 34         | 0          | 0           | 0          | 7                 | 0                 | 0                 | 0                 | 4          | 0          | 0           | 0          | 45       | 0      | 0           | 0          |
| E. Hofeditz    | 23         | 3          | 3           | 0          | 6                 | 1                 | 1                 | 0                 | 3          | 0          | 0           | 0          | 32       | 4      | 4           | 0          |
| J. Kaminke     | 3          | 1          | 0           | 0          | 1                 | 0                 | 0                 | 0                 | 0          | 0          | 0           | 0          | 4        | 1      | 0           | 0          |
| R. Meier       | 10         | 0          | 0           | 0          | 3                 | 3                 | 0                 | 0                 | 3          | 0          | 0           | 0          | 16       | 3      | 0           | 0          |
| W. Melzer      | 28         | 5          | 3           | 0          | 6                 | 0                 | 1                 | 1                 | 2          | 0          | 0           | 0          | 36       | 5      | 4           | 1          |
| H. Neues       | 32         | 1          | 3           | 0          | 7                 | 2                 | 2                 | 0                 | 4          | 0          | 0           | 0          | 43       | 3      | 5           | 0          |
| J. Pirrung     | 3          | 0          | 0           | 0          | 1                 | 0                 | 0                 | 0                 | 1          | 0          | 0           | 0          | 5        | 0      | 0           | 0          |
| A. Reichel     | 0          | 0          | 0           | 0          | 0                 | 0                 | 0                 | 0                 | 0          | 0          | 0           | 0          | 0        | 0      | 0           | 0          |
| J. Riedl       | 27         | 4          | 5           | 0          | 6                 | 0                 | 1                 | 0                 | 4          | 0          | 0           | 0          | 37       | 4      | 6           | 0          |
| B. Wendt       | 30         | 6          | 1           | 0          | 6                 | 4                 | 0                 | 0                 | 2          | 2          | 0           | 1          | 38       | 12     | 1           | 1          |
| W. Wolf        | 24         | 1          | 0           | 0          | 6                 | 0                 | 1                 | 0                 | 0          | 0          | 0           | 0          | 30       | 1      | 1           | 0          |